# Биоценометрия
Биоценометрия — раздел биоценологии, исследующий методы изучения биоценозов и экосистем (многомерная статистика, анализ распределения особей, моделирование и пр.).
Термин был предложен в 1969 году эстонским геоботаником Т. Э.-А. Фреем.

## Методы сравнительного анализа
В основе метода сравнительного анализа компонентов биосистем лежит понятие о сходстве и различии. Количественной мерой сходства является коэффициент сходства (мера, индекс), а количественной мерой различия является соответственно коэффициент различия (или расстояние). Отношения между объектами можно выразить графически с помощью графов (ориентированных и неориентированных), дендрограмм и т. п.